# Arabe polonais
Vous lisez un « bon article » labellisé en 2019.
L’Arabe polonais (polonais : Czysta Krew Arabska) est la variété de la race des chevaux arabes élevée en Pologne. Des chevaux arabes sont introduits sur ce territoire via les prises de guerre à partir du XVIe siècle. Il faut attendre le XIXe siècle pour qu'un élevage organisé en race pure soit mis en place. L'Arabe polonais est décimé durant les deux guerres mondiales, conduisant à la perte des registres généalogiques et de la grande majorité du cheptel. Le stud-book et la société d'élevage dédiés aux lignées polonaises du cheval arabe sont créés en 1926 par le Dr Edward Skorkowski. L'élevage reprend dans les années 1940 et 1950, à partir d'un petit groupe de reproducteurs survivants.
Ces chevaux disposent d'une excellente réputation au niveau international, notamment quant à leur beauté, ainsi que le démontrent les célèbres Bandola et Pianissima. Ils sont cependant moins performants en course d'endurance que d'autres souches de chevaux arabes. Les arabes polonais sont élevés dans divers haras nationaux ou privés, le plus célèbre étant le haras national de Janów Podlaski.

## Histoire

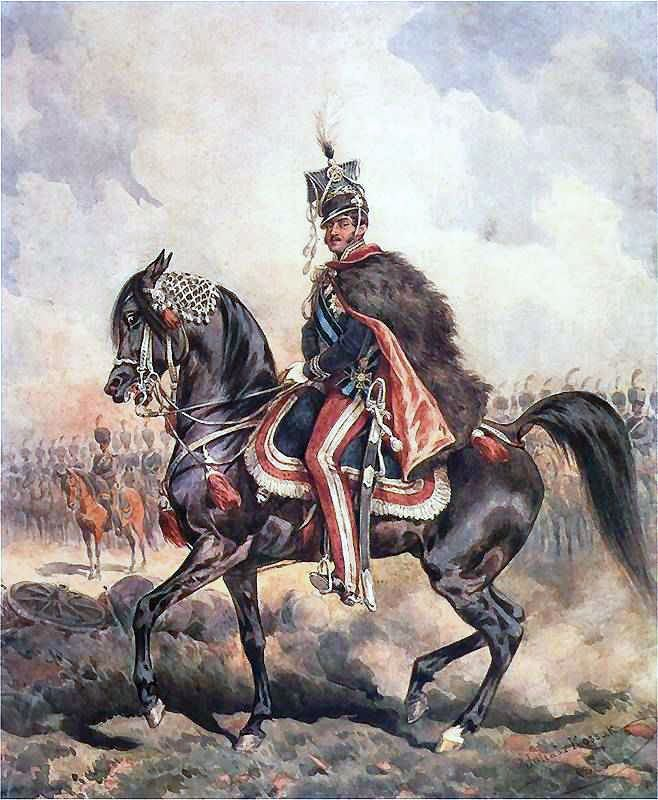
Le prince Józef Poniatowski sur un cheval arabe, d'après une peinture de Juliusz Kossak, 1897.

Le nom polonais Czysta Krew Arabska se traduit par « Pur-sang arabe ». Le Polonais, considéré comme l'une des plus vieilles et des plus importantes populations de chevaux arabes au monde, constitue une lignée réputée au sein de l'élevage du cheval arabe, et non une race séparée. Il forme un bon exemple de petite population de chevaux génétiquement stabilisée à partir d'un nombre fini de reproducteurs-fondateurs,. La plupart des fondateurs de l'Arabe polonais actuel sont des chevaux du XXe siècle.
L'implantation des premiers chevaux arabes en Pologne remonte au XVIe siècle, à l'occasion de prises de guerre et d'invasions. Les textes mentionnent la présence de chevaux de pure race Arabe employés par l'armée turque, et capturés par les Polonais. La trêve, signée en 1699, permet des échanges commerciaux entre la Pologne et l'Empire ottoman : des commerçants polonais voyagent parmi les tribus bédouines pour acquérir des chevaux arabes employés en croisement pour donner des animaux carrossiers, de cavalerie, ou de travaux de ferme. Il est vraisemblable que des juments syriennes aient été exportées en Pologne, en raison de la présence d'un haplogroupe propre à ces deux seules populations de chevaux arabes.
Les plus anciennes sources historiques à propos d'un élevage de chevaux arabes concernent le haras de Szarajówka, créé en 1778,. Il faut attendre 1795 pour qu'un premier haras destiné à l'élevage des chevaux arabes soit implanté par la famille Sanguszko. Les Polonais conservent précautionneusement les enregistrements des pedigrees de leurs chevaux, au moins depuis 1800. Tout au long du XIXe siècle, les familles aristocratiques polonaises entretiennent de grands haras. Ces derniers se trouvent généralement dans la partie Sud de la Pologne historique, correspondant à l'Ukraine actuelle.
Les Dzieduszycki importent la souche de chevaux Arabe depuis l'Arabie saoudite, en 1845. D'autres importations suivent, jusque dans les années 1930-31. L'étalon Ibrahim, père du fameux Skowronek, provient de l'élevage polonais.

### De 1914 à 1945
La Première Guerre mondiale et la révolution d'Octobre affaiblissent considérablement cet élevage,, notamment en raison de l'évacuation des chevaux du haras national de Janów Podlaski, alors éleveur d'un type Anglo-arabe, vers la Russie. Les haras polonais sont presque totalement détruits, et la quasi-totalité des informations généalogiques des chevaux sont perdues. Les réalisations de générations d'éleveurs de 1778 à 1918 ont pratiquement disparu.
On estime que des 500 juments poulinières arabes que comptait la Pologne avant la guerre, seules 25 ou 33, avec 44 étalons, sont toujours en vie dans ce pays en 1918. L'élevage reprend de façon intensive durant l'entre-deux-guerres, en ayant recours à des importations depuis le Moyen-Orient et d'autres pays d'Europe, cette fois en orientation Arabe pure à Janów Podlaski. Ce programme d'élevage en race pure est conçu en 1921 au haras de Janów Podlaski. Le stud-book de l'Arabe polonais est créé en 1926 par le Dr Edward Skorkowski, de même qu'une société d'élevage dédiée. Auparavant, les informations généalogiques des chevaux étaient notées de façon incomplète. Ce stud-book est révisé en 1932, ses tableaux généalogiques sont publiés par Skorkowski en 1938. Les chevaux Arabe polonais sont alors testés en course à Varsovie. Les juments arabes Rodania, Selma et Cherifa sont importées vers les haras polonais.
En 1931, une mission du prince Sanguszko permet de ramener deux chevaux du désert, futurs piliers de l'élevage polonais : l'étalon Kuheylan Haifi, et l'étalon Kuheylan Afas. Ils donnent eux-mêmes les étalons Bask et Comet. L'élevage de la famille Sanguszko donne aussi Ilderil et Excelsior, Amurath Sahib et Arax. Dans les années 1930, quelques éleveurs américains importent des Arabe polonais, en particulier J. M. Dickinson, en 1937.
La Seconde Guerre mondiale entraîne la mort de 89 % des poulinières arabes du pays, dont plus de 80 % de celles du haras de Janów Podlaski des seules suites de la campagne de 1939. Les Polonais déploient de grands efforts pour cacher leur stud-book aux Allemands, un cheval dont l'origine est inconnue perdant beaucoup de valeur.

### De 1945 à nos jours

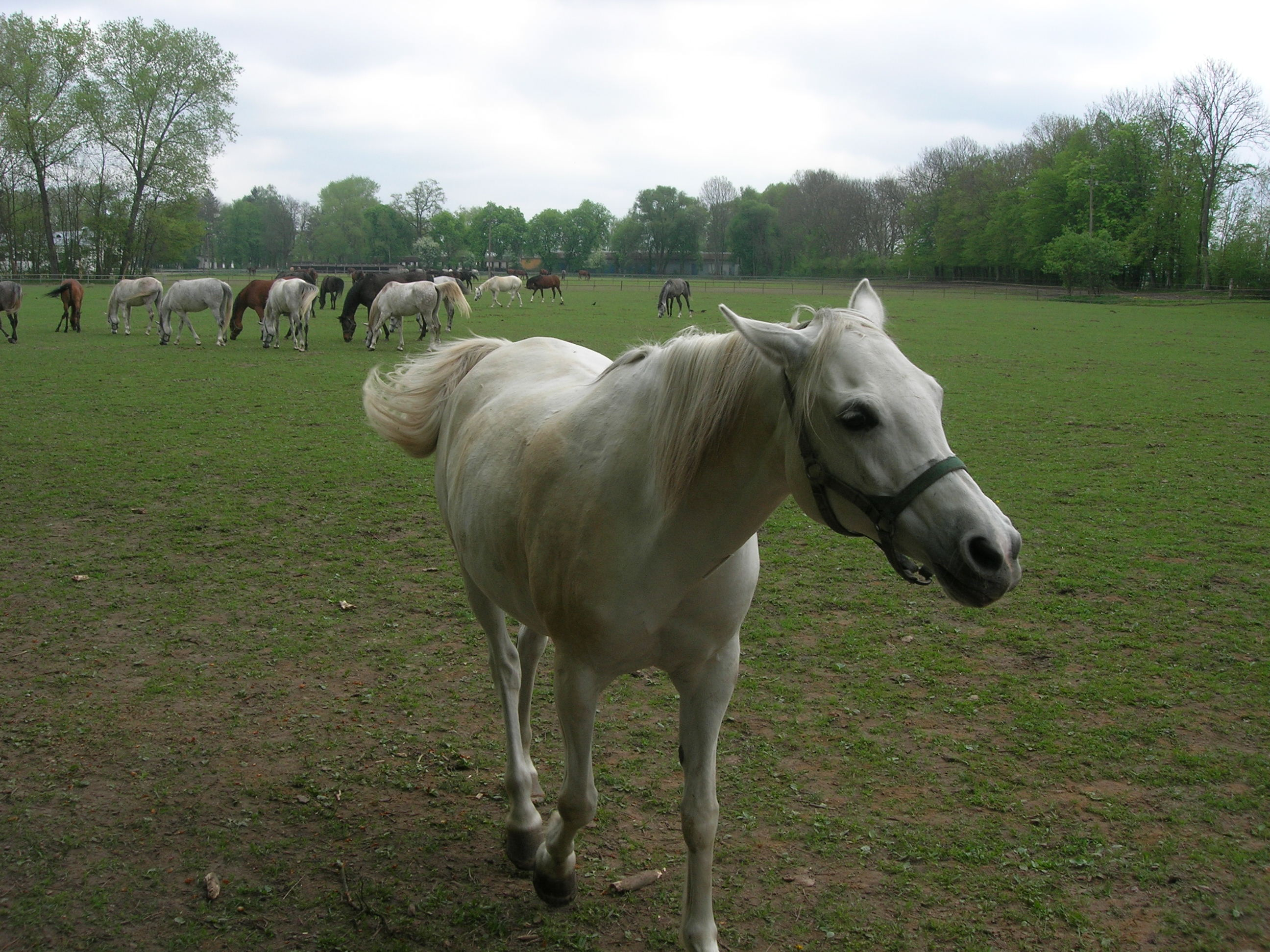
Chevaux Arabe polonais du haras national de Janów Podlaski.

Quelques lignées arabes sont préservées à Janów Podlaski. 59 juments et 8 étalons survivent à la guerre sur le territoire polonais. La Hongrie exporte des reproducteurs arabes en Pologne, pour aider à relancer son élevage. 14 juments de souche Arabe polonais sont réclamées à l'Allemagne, et transitent par le haras national de Bábolna, en Hongrie, en 1951. L'élevage du cheval arabe est totalement nationalisé en 1947, et se poursuit dès lors exclusivement dans les haras nationaux polonais. Durant les 50 années suivantes, l'élevage polonais se développe à partir de ce cheptel fondateur. Les haras polonais font aussi appel à l'Arabe russe, en important des chevaux depuis le haras de Tersk, dont la plupart sont aussi d'origine polonaise. Les haras nationaux impliqués sont ceux de Klementów (1946-1953), Nowy Dwór (1946-1960), Albigowa (1947-1961), Michayów (1953-), Janów Podlaski (1960-), Kurozweki (1973-1998), et Białka (1981-). L'élevage privé est de nouveau autorisé au terme de changements politiques durant les années 1990. La privatisation de l'élevage est dès lors rapide : 19 juments poulinières arabes appartiennent à des éleveurs privés en 1989, contre 65 % des 723 poulinières arabes enregistrées dans le stud-book de la race en 2002.
Cet élevage prend de l'ampleur au niveau mondial, notamment avec l'export de Bask vers les États-Unis. Bask génère des millions de dollars, et joue un rôle majeur dans le lancement de l'élevage de chevaux arabes aux États-Unis.  À la fin des années 1950, l'éleveuse britannique Patricia Lindsay acquiert des chevaux, et devient une intermédiaire importante pour l'exportation de l'Arabe polonais aux États-Unis.
Les chevaux polonais ont acquis une grande renommée à travers le monde, notamment grâce à la jument Bandola (sacrée « Reine de Pologne »), et à l'étalon Piruel, sacré champion du monde senior mâles lors du championnat du monde du cheval arabe, en 1989.
En 2016, l'arrivée au pouvoir du parti conservateur de droite Droit et justice s'accompagne d'une purge dans la direction des haras d'élevage de chevaux arabes, mettant l'organisation de l'élevage en péril. La mort de deux juments précieuses pousse des propriétaires de chevaux Arabe polonais à rapatrier leurs animaux.

## Description

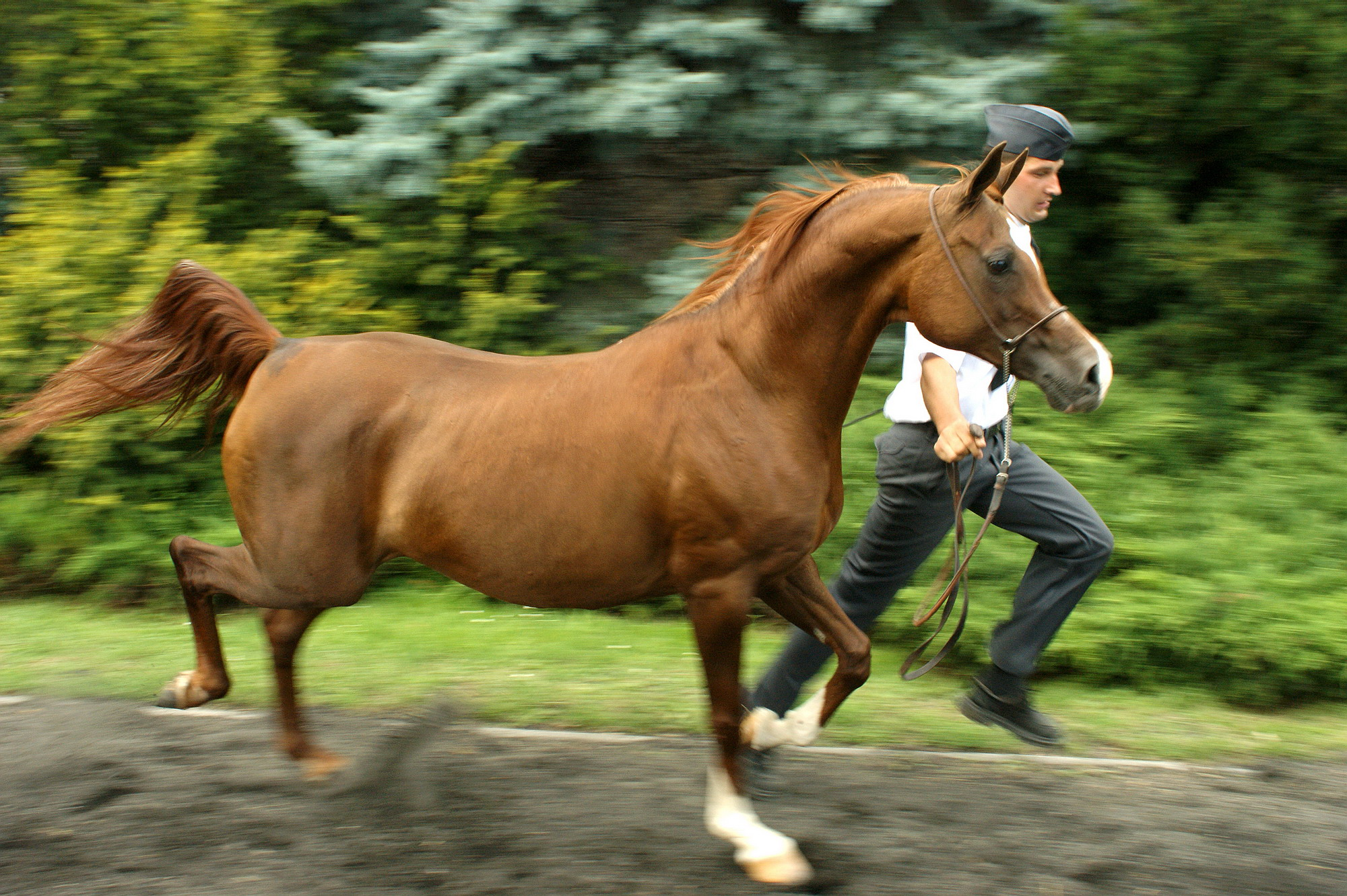
Jument Arabe polonais alezane, au trot.

La taille moyenne des femelles est de 1,48 m, pour 1,52 m chez les mâles. Le poids moyen respectif est de 420 à 450 kg à l'âge adulte, le poids de naissance étant d'environ 42 kg chez les femelles pour 45 kg chez les mâles.

### Morphologie
Les chevaux du haras de Białka présentent une morphologie clairement différente de celle des chevaux des autres haras. Ainsi l'Arabe polonais n'est pas une variété de chevaux arabes morphologiquement homogène.
L'Arabe polonais est réputé à travers le monde pour sa « beauté » extrême et son raffinement,. Cependant, ce critère esthétique est difficile à évaluer d'une manière objective. Les haras de Janów Podlaski et de Michałów ont sélectionné leurs chevaux sur des critères morphologiques différents de ceux du haras de Białka. Cela pourrait s'expliquer du fait que Janów Podlaski a élevé historiquement le type Koheilan, tandis que Michalow élève le type Saklawi, et Białka un mélange des deux lignées. Cependant, il n'existe pas de corrélation entre la lignée fondatrice et la morphologie. La longueur de l'encolure, considérée comme un critère de beauté, est la plus longue chez les chevaux de Michalow, tandis que ceux de Białka ont clairement l'encolure la plus courte. Inversement, les chevaux de Białka ont un pelvis plus long, caractéristique associée à une meilleure efficacité motrice.

### Robes

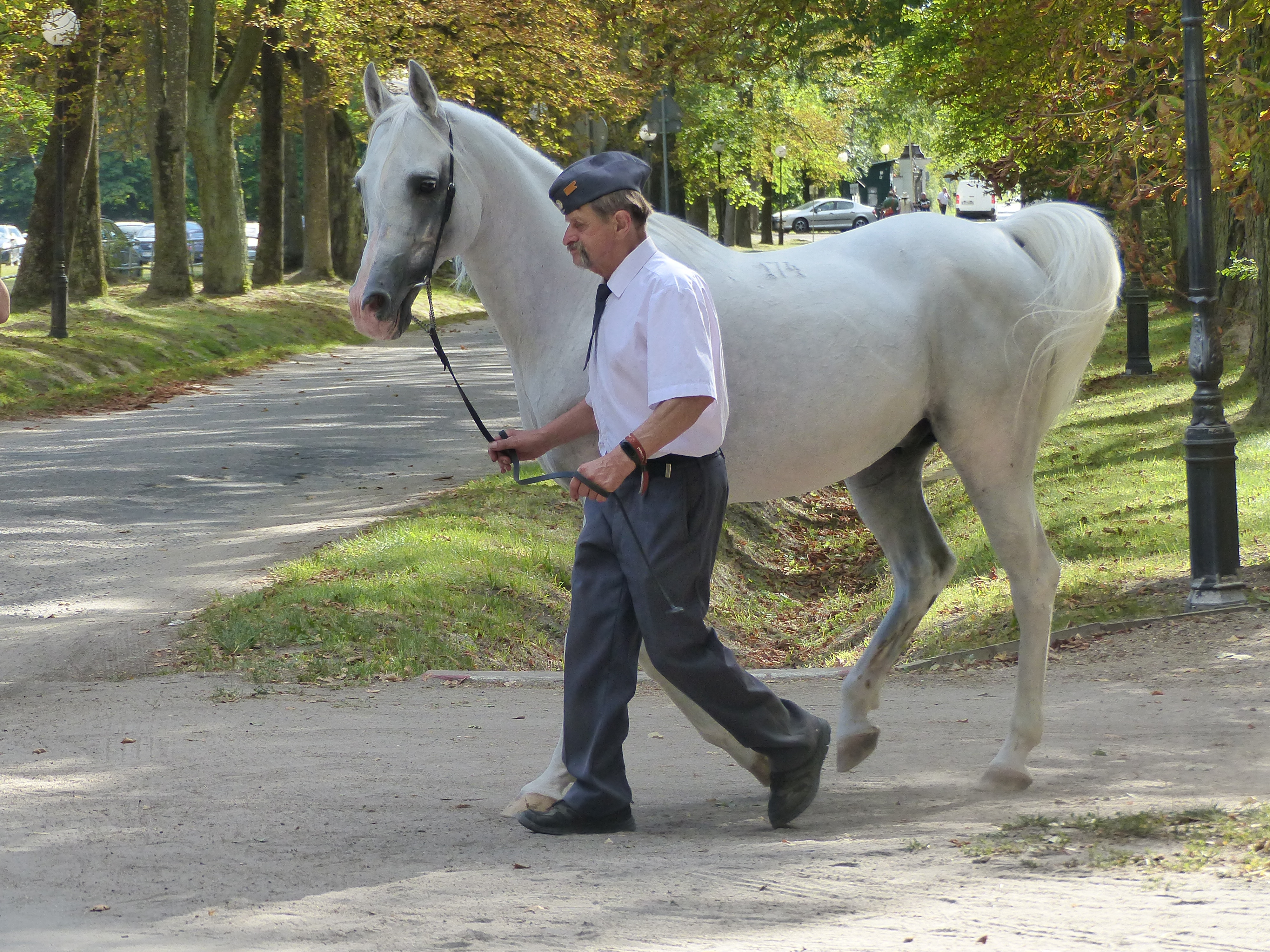
Arabe polonais de robe grise.

Les robes rencontrées sont, dans l'ordre, le gris, le bai, l'alezan et plus rarement le noir.

### Tempérament, entretien et santé
L'Arabe polonais a développé la capacité à s'adapter aux conditions environnementales extrêmes. La maturité est lente, mais il dispose d'une bonne longévité. En revanche, environ 10 % des Arabe polonais ont un problème oculaire, dont 5,5 % qui présentent une uvéite. Les lignées polonaises sont indemnes de syndrome d'immunodéficience sévère combinée (SCID), une maladie génétique du cheval Arabe, d'après l'étude du génome de 271 chevaux.

### Sélection
Les chevaux Arabe polonais sont de différentes origines génétiques. 54 chevaux fondateurs comptent pour environ 84 % des chevaux Arabe polonais actuels. L'orientation d'élevage de l'Arabe polonais, très proche de celle de l'Arabe russe, vise la préservation de l'endurance et de la vitesse propres à la race. Deux goulets d'étranglement génétique sont identifiés dans l'histoire de la race, correspondant aux deux guerres mondiales. Les haras polonais pratiquent des échanges d'étalons reproducteurs, ce qui se traduit par une uniformisation progressive des pedigrees des chevaux, facilitée par la taille relativement réduite de cette population équine,. Cependant, la diversité génétique de l'Arabe polonais se maintient grâce à la tendance récente des éleveurs à éviter d'apparier des chevaux trop apparentés entre eux, et à des importations de reproducteurs.

#### Lignées
Les élevages de Biała Cerkiew et Sławuta disposent de juments de cinq lignées différentes, dont deux locales. Le deuxième groupe de juments est constitué d'animaux originaires du Moyen-Orient, descendantes de Gazella, Mlecha, et Sahara. Les lignées de juments de Szamrajówka et Rodania proviennent du haras de Tersk. Parmi les lignées mâles, les plus représentées sont celles de Kuhailan Afas, Ibrahim et Saklawi I, caractérisées par un type adapté à la selle. La plus ancienne lignée mâle survivante est celle de l'étalon Gniady, importé vers le haras de Syawuta depuis Vienne en 1793. Quatre étalons fondateurs antérieurs à la Seconde Guerre mondiale comptent pour 25 % des pedigrees des Arabe polonais actuels : Aswan, né en 1958 (lignée Saklawi I), né au haras de El Zahraa en Égypte, dont les 8 fils et filles ont tous été importés en Pologne ; Kohejlan / Koheilan / Kuhailan, importé au haras de Jezupol en 1910 ; Kuhailan Haifi, importé au haras de Gumniska en 1931 ; Ilderim, importé au haras de Slawuta en 1894. L'existence de ces lignées ne se traduit pas par des différences génétiques significatives.
65,3 % des chevaux fondateurs de l'Arabe polonais sont indiqués comme Arabe né dans le désert (desert bred, abrégé d.b.). 17 chevaux fondateurs sont d'origine inconnue. Des 213 fondateurs identifiés, 130 sont nés dans des haras polonais. Parmi les fondateurs d'origine étrangère, la provenance est le haras national de Bábolna (Hongrie) pour 30 d'entre eux, le haras de Weil pour 22 d'entre eux, et le haras de Crabbet Park (Angleterre) pour 18 d'entre eux.

#### Fiabilité des informations généalogiques
Les informations généalogiques de l'Arabe polonais sont enregistrées dans le stud-book polonais et les registres de Skorkowski, tous deux considérés comme des sources fiables jusque dans les années 1990. L'une des lignées femelle de l'Arabe polonais a été remise en cause par Kwiatkowski, qui estime que l'une des deux branches de la lignée de Milordka provient en réalité de la jument Malikarda. Cette hypothèse plausible s'appuie sur une étude du génome mitochondrial. Les analyses de filiation par étude de l'ADN ont démontré que ces registres comportent quelques erreurs sur les 15 lignées maternelles, qui représentent 14 haplotypes.

## Utilisations

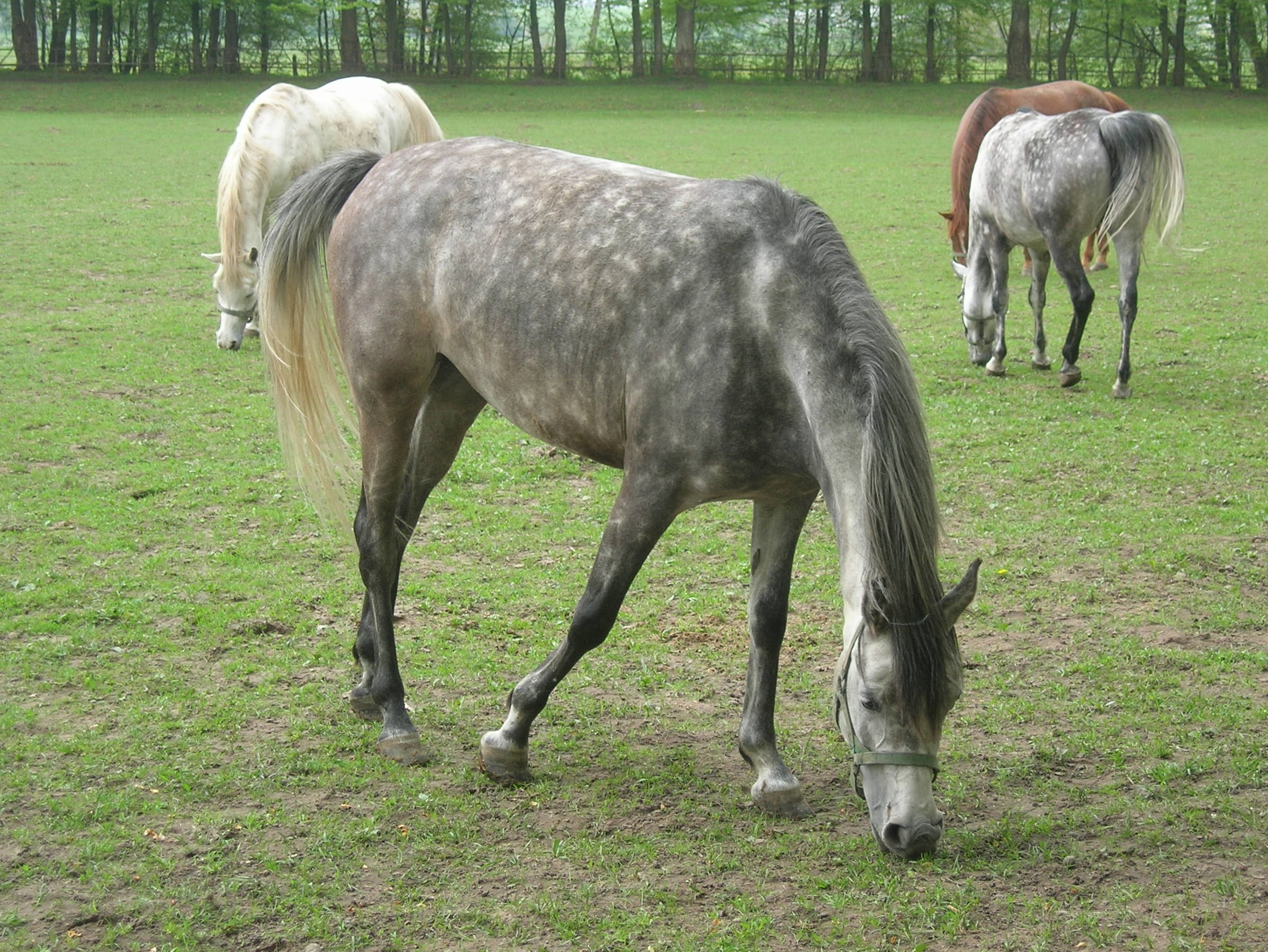
Arabe polonais du haras national de Janów Podlaski.

L'Arabe polonais est essentiellement un cheval de show, multi-récompensé en championnat du monde. Il est mis en valeur à l'occasion de concours organisés localement, tels que le National Arab Show. La Pologne a également une activité de course de chevaux arabes ,, ce qui a donné lieu à une analyse des facteurs de performance. Certains Arabes polonais ont battu des records de prix de vente : Bandos, un fils de Bandola (lignée Ibrahim) a été vendu pour 800 000 dollars, et El Paso, un étalon du haras de Janów Podlaski, s'est négocié pour un million de dollars.
Les performances de 10 lignées mâles et 17 lignées femelles ont été évaluées en endurance : les lignées mâles les plus performantes sont, dans l'ordre, celles de Kuhailan Afas, Saklawi I et Ibrahim pour les ascendances mâles, et celles de Gazella, Mlecha et Sahara pour les lignées femelles. Parallèlement, le plus grand nombre d'engagements en compétition concerne les lignées Kuhailan Afas, Ibrahim et Saklawi I. Il n'existe pas réellement d'élevage sélectif de chevaux arabes ciblant l'endurance en Pologne, au contraire de la France. Entre 2005 et 2009, 225 chevaux Arabe polonais ont concouru en endurance. L'entraînement des animaux pour cette discipline commence entre 4 et 6 ans. La vitesse moyenne des Arabe d'endurance en Pologne est un peu plus basse que la moyenne mondiale, mais elle a augmenté entre les années 1990 et les années 2000.

## Diffusion de l'élevage

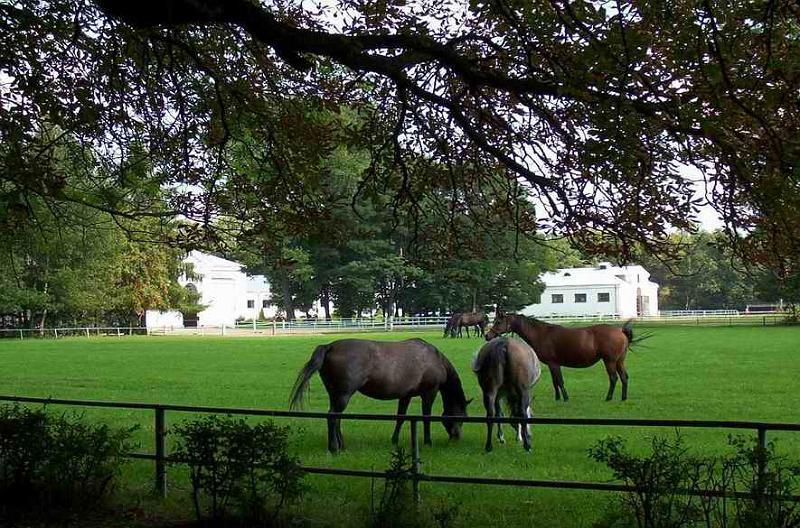
Arabes polonais du haras national de Janów Podlaski.

La Pologne est le principal pays éleveur de chevaux arabes à l'échelle européenne. L'Arabe polonais consiste en une lignée de chevaux arabes localement adaptée à la Pologne : elle est considérée comme rare dans ce pays, malgré la forte diffusion de l'Arabe au niveau mondial. En 2015, environ 1 500 chevaux arabes sont élevés en Pologne, mais ces effectifs sont en décroissance. Si l'élevage est réparti dans l'ensemble de ce pays, il se concentre plus particulièrement dans le Sud-Est. L'Arabe polonais est extrêmement réputé au niveau mondial, puisque les ventes polonaises attirent des investisseurs depuis les pays du Golfe et les États-Unis,. Ces ventes aux enchères, dont la plus prestigieuse est la « Pride of Poland » organisée à l'occasion du Festival du cheval polonais, génèrent un important chiffre d'affaires, de l'ordre des 1,4 million d'euros en 2015. De fait, l'élevage du cheval arabe représente une activité stratégique et économiquement avantageuse pour la Pologne.
L'Arabe polonais est élevé dans trois haras nationaux : Janów Podlaski, Michałów et Białka, ainsi que dans des haras privés. Une vente annuelle de chevaux est organisée début août au haras national de Janów Podlaski. 

## Impact culturel
Les éleveurs polonais ont une relative humilité vis-à-vis de leurs chevaux. L'Arabe polonais est le sujet du film documentaire Path to Glory: The Rise and Rise of the Polish Arabian horse, sorti chez Horsefly Films en 2011 (en français : « Chemin vers la gloire : l'origine et l'augmentation du cheval arabe polonais »), qui a reçu le prix du meilleur documentaire à l’Equus Film Festival de Chicago en 2013.

## Jument célèbre
- Bajka, jument achetée par Julian Pilecki en 1928 pour son fils Witold. Elle meurt dans les combats à Wolbórz lorsque l'escadron de uhlans Lida  est vaincu par une unité blindée allemande les 4 et 5 septembre 1939 [49]

#### Livres
- [Barbié de Préaudeau 2002] Philippe Barbié de Préaudeau, Le Cheval arabe, Les éditions du Jaguar, 2002, 2e éd., 224 p. (ISBN 2-86950-358-X).
- [Edwards 1973] (en) Gladys Brown Edwards, The Arabian: War Horse to Show Horse, Covina, CA, Rich Publishing, 1973
- [Brown Edwards 1978] (en) Gladys Brown Edwards, A Photographic History of the Polish Arabian, Arab Ink, 1978, 136 p.
- [Wood 1992] (en) Neil L. Wood, Polish Arabian Horse in North America, Myerswood Pub, 1992, 500 p. (ISBN 0963461303 et 9780963461308)

#### Articles scientifiques
- [Głażewska 2000] (en) Iwona Głażewska, « The founder contribution analysis in currently living Polish Arabian brood mares », Animal Science Papers and Reports - Polish Academy of Sciences, Institute of Genetics and Animal Breeding, Jastrzębiec, vol. 18, no 1,‎ 2000, p. 19-31
- [Głażewska et Gralak 2006] Iwona Głażewska et Barbara Gralak, « Balancing selection in Polish Arabian horses », Livestock Science, vol. 105, no 1,‎ 1er décembre 2006, p. 272–276 (ISSN 1871-1413, DOI 10.1016/j.livsci.2006.06.004, lire en ligne, consulté le 28 juillet 2019)
- [Głażewska et Jezierski 2004] (en) Iwona Głażewska et Tadeusz Jezierski, « Pedigree analysis of Polish Arabian horses based on founder contributions », Livestock Production Science, vol. 90, nos 2-3,‎ novembre 2004, p. 293–298 (ISSN 0301-6226, DOI 10.1016/j.livprodsci.2004.08.002, lire en ligne, consulté le 26 juillet 2019)
- [Głażewska et al. 2007] (en) Iwona Głażewska, Anna Wysocka, Barbara Gralak et Renata Prus, « A new view on dam lines in Polish Arabian horses based on mtDNA analysis », Genetics Selection Evolution, vol. 39, no 5,‎ 27 septembre 2007, p. 609 (ISSN 1297-9686, PMID 17897600, PMCID PMC2682809, DOI 10.1186/1297-9686-39-5-609, lire en ligne, consulté le 26 mars 2019)
- [Sobczuk 2011] (en) Dorota Sobczuk, « Characterization of the performance of purebred Arabian horses in endurance riding in Poland in the years 2005-2009 », Annales UMCS, Zootechnica, vol. 29, no 4,‎ 1er janvier 2011 (ISSN 0239-4243, DOI 10.2478/v10083-011-0031-4, lire en ligne, consulté le 26 juillet 2019)
- [Sobczuk et Komosa 2012] (en) Dorota Sobczuk et M. Komosa, « Morphological differentiation of Polish Arabian horses-Multivariate analysis », Bulletin of the Veterinary Institute in Pulawy, vol. 56, no 4,‎ 2012, p. 623-629

#### Article de presse
- [Jablonska 2011] (en) Justine Jablonska, « The Polish-Arabian Horse: A Very Brief History », Cosmopolitan Review, vol. 3, no 1,‎ 2011 (lire en ligne).